# Honorificabilitudinitatibus

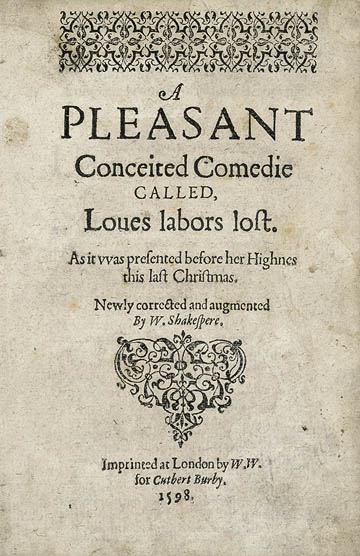
La prima versione in quarto (1598) di Pene d'amor perdute, nel quale è presente l'unico uso da parte di Shakespeare della parola Honorificabilitudinitatibus.

Honorificabilitudinitatibus è l'ablativo plurale della parola del latino medievale honorificabilitudinitas, che può essere tradotta come "la condizione di essere in grado di acquisire cariche".  La parola è menzionata dal personaggio Zucca nell'Atto V, Scena I del Pene d'amor perdute di William Shakespeare. Poiché compare solo una volta fra le opere di Shakespeare, è un hapax legomenon che rientra nel suo canone. È inoltre la più lunga parola presente nella lingua inglese che contenga consonanti alternate a vocali.
ZUCCAO, they have lived long on the alms-basket of words.
I marvel thy master hath not eaten thee for a word;
for thou art not long by the head as
honorificabilitudinitatibus: thou art easier
swallowed than a flap-dragon.»
(Shakespeare, Pene d'amor perdute, Atto V, Scena 1)

## Significato
La parola è stata usata dagli aderenti alla teoria baconiana — ossia coloro che credono che le opere di Shakespeare siano state scritte da Francesco Bacone — come un anagramma di hi ludi, F. Baconis nati, tuiti orbi, traducibile dal latino come "queste opere teatrali, frutto di F. Bacon, sono preservate per il mondo". Parodiando la traduzione, negli anni settanta del Novecento John Sladek dimostrò che la parola può essere anagrammata anche come I, B. Ionsonii, uurit [writ] a lift'd batch, "provando" così che le opere di Shakespeare furono invece scritte da Ben Jonson. (Le due "u", rese come delle "v" nella litterazione originale, sono messe insieme per formare - letteralmente - una "w", come era di comune usanza ai tempi di Shakespeare.)

## Storia
La parola honorificabilitudinitatibus, in realtà, venne usata ben prima dell'uso che ne fece Shakespeare in Pene d'amor perdute. Honorificabilitudo appare in un documento in Latino del 1187, e si presenta come honorificabilitudinitas nel 1300. Dante cita honorificabilitudinitate come il tipico esempio di una parola lunga nel De Vulgari Eloquentia II. vii. È presente inoltre nel The Complaynt of Scotland, e nel Dutch Courtezan (1605) di Marston.
Il più antico uso elencato nell'Oxford English Dictionary risale al 1599, da parte di Thomas Nashe. Anche James Joyce ha usato questa parola, nel suo Ulisse, durante l'episodio di Scilla e Cariddi, quando Stephen Dedalus pronuncia la sua interpretazione dell'Amleto.